# 施特拉斯瓦爾興
施特拉斯瓦爾興是奧地利的城鎮，位於該國北部，由薩爾茨堡州負責管轄，面積44.51平方公里，海拔高度528米，該地區自新石器時代有人類居住，2012年人口7,011。